# 胡巴勒
胡巴勒（英語：Hubal；阿拉伯語：：هبل）是眾神之主，被阿拉伯人視作占卜之神，主要掌管占卜的儀式。而古代阿拉伯的占卜方式很被稱作Belomancy，方式為首先擲出弓箭，而弓箭所指的方向就表示神的回覆。卡巴神殿主要是供奉胡巴勒的，他也是卡巴神殿裡360尊神像中最崇高的神，而360這個數字也被人認為與一年的天數有關。在《偶像之書》中，描述胡巴勒的塑像為人形，由紅瑪瑙刻成，但斷裂的右手掌則被裝上金色的手掌，而其手中會握著占卜用的弓箭，作為其代表的形象。

## 傳說故事
隨著歷史演進，阿拉伯人拋棄了原先的多神信仰體系，轉向單一神信仰的伊斯蘭教，早期的這些神卻也跟後來的真主使者產生了連結，Ibn Al-Kalbi的書中《歷代先知和帝王史》便記錄到，穆罕默德的祖父布阿卜杜勒•穆塔利（Abdul Mutallib）發誓願犧牲他的十個孩子中的一個，他向胡巴勒詢問他應該選擇哪個孩子，而弓箭的箭頭指向他的兒子Abd-Allah（使者穆罕默德的父親）。 然而，當要犧牲時卻有100隻駱駝代替他的位子被犧牲了，因此他得救了。後來，當穆罕默德在630年征服麥加時，他去除並摧毀了胡巴勒的神像，以及其他360個在卡巴的神像，並將卡巴獻給了真主阿拉。
關於胡巴勒的證據很少，很難描述他在阿拉伯神話中確切的角色或地位。 且胡巴勒的起源至今仍未有答案，但他的名字能在納巴泰人的石碑上找到，而胡巴勒真正的能力、特質也無法被確認。